# Roberto Boninsegna
Roberto Boninsegna (Mântua, 13 de novembro de 1943) é um ex-futebolista italiano, que atuava como atacante, foi um dos maiores futebolistas italianos de todos os tempos.

## Carreira
Ficou famoso na Copa do Mundo de 1970 ao marcar dois gols, um na épica semifinal contra a Alemanha e outro na grande final contra o Brasil.
Jogou por sete clubes diferentes, destacando-se nas arquirrivais Internazionale e Juventus. Na Inter, ficou sete anos, de 1969 a 1976, ganhando um campeonato italiano e duas vezes a artilharia da Serie A. Na Juve, ficou menos tempo - três anos -, mas conquistou mais troféus: dois campeonatos italianos, uma Copa da Itália e uma Copa da UEFA.

## Títulos
- Copa do Mundo de 1970 - 2º Lugar